# 8102 Yoshikazu
A 8102 Yoshikazu (ideiglenes jelöléssel 1994 AQ2) a Naprendszer kisbolygóövében található aszteroida. Kobajasi Takao fedezte fel 1994. január 14-én.